# Pompeo Colajanni
Pompeo Colajanni (Caltanissetta, 4 gennaio 1906 – Palermo, 8 dicembre 1987) è stato un partigiano, politico e antifascista italiano.
Ufficiale di cavalleria, divenne comandante delle Brigate Garibaldi della Valle Po, distinguendosi, con il nome di battaglia di "Nicola Barbato", per capacità e combattività durante tutto il corso della guerra partigiana. Nella parte finale del conflitto divenne il responsabile generale delle formazioni garibaldine dell'VIII Zona partigiana del Piemonte e prese parte con un ruolo importante alla liberazione di Torino.

## Biografia

### Origini familiari
Nacque nel 1906 a Caltanissetta da famiglia ennese di tradizione democratica e repubblicana sin dal periodo risorgimentale. Il nonno Pompeo, suo omonimo, aveva fondato in Sicilia il sindacato obbligatorio contro gli infortuni nelle miniere; il suo prozio Napoleone Colajanni fu tra i fondatori del Partito Repubblicano Italiano. Nel secondo dopoguerra il cugino Napoleone Colajanni sarà un dirigente del PCI e sua sorella Letizia Colajanni un'attivista per i diritti delle donne e dei minatori. 

### Attività antifascista
Si laureò in giurisprudenza negli anni venti. Antifascista convinto e militante del PCI, all'epoca clandestino, si adoperò per la costituzione di un'organizzazione nella quale si ritrovarono i giovani repubblicani, socialisti, comunisti e anarchici, e per questa attività subì perquisizioni e venne arrestato.
L'8 settembre 1943 Colajanni era in Piemonte, inquadrato nel Reggimento "Nizza Cavalleria" (1º), come tenente di complemento a Pinerolo, poiché gli era stato negato l'avanzamento a capitano per i suoi precedenti antifascisti.

### Comandante partigiano
Entrato in contatto con un gruppo di politici comunisti che a Barge, in Valle Po, avevano costituito un primo nucleo di resistenza da cui avrebbero preso forma le Brigate Garibaldi del Piemonte (Ludovico Geymonat, Antonio Giolitti, Gian Carlo Pajetta), Colajanni si aggregò a questo gruppo con una parte dei militari del proprio reggimento, contribuendo ad organizzare e armare una delle prime formazioni partigiane attive, denominata 1º battaglione "Carlo Pisacane". Colajanni portò con sé in montagna una quindicina di membri del suo squadrone di cavalleria, tra cui i tenenti Carlo Cotti e Antonio Crua e i sottotenenti Vincenzo Modica "Petralia", Giovanni Latilla "Nanni" e Massimo Trani "Max", che divennero i suoi luogotenenti e i capi delle formazioni garibaldine piemontesi durante la Resistenza.
Attivo e popolare tra i partigiani garibaldini, Colajanni prese il nome di battaglia di "Barbato" (in onore del medico socialista Nicola Barbato, protagonista dell'esperienza dei Fasci siciliani) e guidò attivamente la lotta partigiana, esponendosi spesso direttamente nelle operazioni di guerriglia.
"Barbato" divenne la figura centrale delle formazioni garibaldine del Piemonte e prese parte al continuo potenziamento delle forze partigiane nella zona; il 14 marzo 1944 divenne comandante della IV Brigata Garibaldi Cuneo e il 22 maggio 1944 assunse il comando militare della 1ª Divisione Garibaldi Piemonte. Dopo aver resistito ad una serie di operazioni di repressione nazifasciste in Val Varaita nel marzo e luglio 1944, le formazioni garibaldine di Colajanni mantennero la loro efficienza di combattimento e in parte vennero disperse a valle secondo la strategia, ideata dallo stesso "Barbato", della "pianurizzazione".

### Liberazione di Torino
Con la crescita delle formazioni garibaldine piemontesi e la costituzione di una seconda divisione (la 11ª Divisione Garibaldi Piemonte), Colajanni lasciò il comando della 1ª Divisione Garibaldi Piemonte a Vincenzo Modica e divenne il responsabile superiore dell'VIII Zona partigiana piemontese (Monferrato). Nell'aprile 1945 "Barbato" organizzò la marcia delle formazioni partigiane su Torino da varie direzioni; l'attacco ebbe inizio il 19 aprile 1945 con l'assalto delle formazioni di Modica contro il presidio fascista repubblicano di Chieri, che venne sconfitto dopo uno scontro al quale presero parte anche reparti dell'11ª Divisione Garibaldi e del Gruppo Operativo Mobile di Giustizia e Libertà.
A questo punto la situazione divenne confusa per il tentativo del colonnello britannico John Stevens, capo della locale missione alleata, di arrestare la marcia dei partigiani e favorire l'arrivo per prime a Torino delle truppe anglo-americane. Un falso messaggio del CMRP (Comitato Militare Regione Piemonte) venne inviato ai partigiani di Colajanni, ordinando di sospendere l'irruzione nel capoluogo piemontese. Subodorando un inganno, "Barbato" invece il 26 aprile diede ordine di continuare la marcia ed entrare a Torino; il 28 aprile 1945 i partigiani garibaldini delle formazioni di Modica e Latilla entrarono in città, dove, con la collaborazione degli autonomi di "Mauri" e dei giellisti, superarono la resistenza delle Brigate Nere e liberarono l'abitato. Colajanni, vicecomandante del CMRP, dopo la liberazione venne designato vicequestore di Torino.

### Repubblica Italiana: incarichi nelle sue istituzioni
Pochi mesi dopo divenne Sottosegretario alla Difesa nel governo Parri e, successivamente, nel primo governo De Gasperi. Inviato subito dopo in Sicilia, divenne consigliere comunale di Palermo. Nel 1947 fu eletto deputato regionale in Sicilia per il Blocco del Popolo. Rimase nell'Assemblea regionale siciliana per sei legislature, fino a quando si dimise nel marzo 1969, in un periodo in cui ricopriva anche la carica di vicepresidente del parlamento regionale. Fu eletto poi nel 1975 (subentrando a Vito Damico) alla Camera dei deputati a Torino, dove rimase fino al 1976.
Il suo impegno politico durò fino alla morte; infatti ricoprì diversi altri incarichi: consultore nazionale, membro del Comitato Centrale del PCI, segretario delle federazioni comuniste di Enna e Palermo, consigliere nazionale dell'ANPI e nel Consiglio nazionale della pace.
Morì a Palermo, sua città d'adozione, nel 1987. È sepolto nel cimitero di Enna, città di origine della famiglia Colajanni, nello stesso cimitero in cui è inumato il prozio Napoleone Colajanni.

## Riconoscimenti
Nel Giardino inglese di Palermo, accanto al monumento ai caduti di Cefalonia
è stato eretto un cippo in sua memoria su cui è inciso:
Il Comune di Grugliasco gli ha dedicato un largo nel quartiere San Giacomo-Fabbrichetta. Anche Torino gli ha dedicato una via nel quartiere Madonna di Campagna.
Gli sono state dedicate vie anche a Bricherasio e Bagnolo Piemonte.
Ad Enna, sua città d'origine , gli è intitolata la sezione locale dei Partito Democratico presso cui è permanentemente esposta una raccolta fotografica che racconta tutta la sua carriera politica.